# Cetomímids

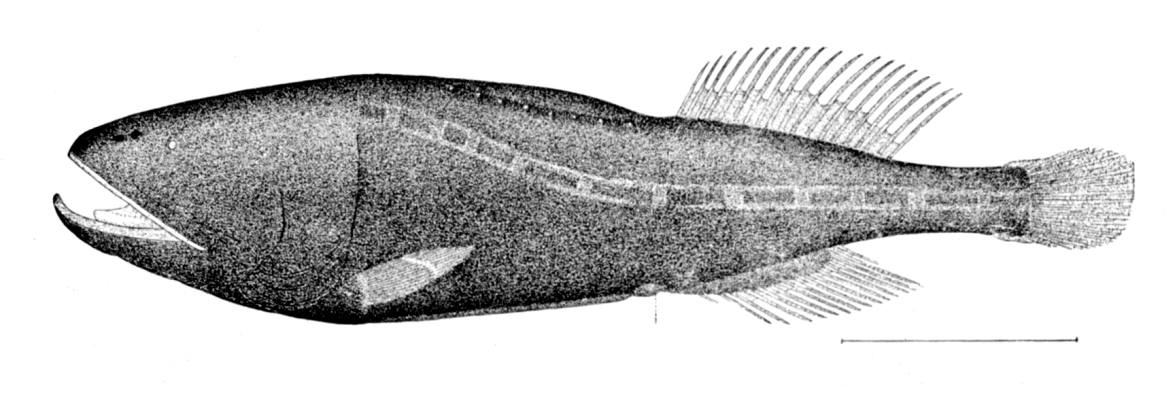
Ditropichthys storeri.

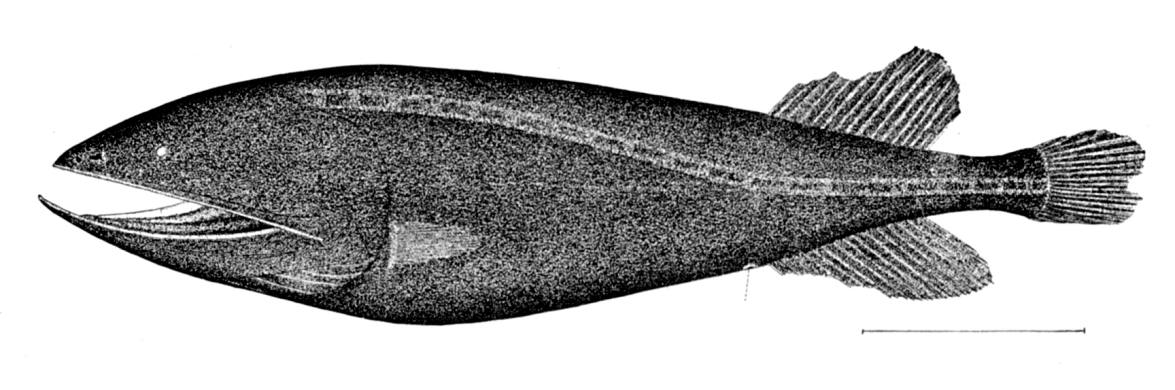
Cetomimus gillii.

Els cetomímids (Cetomimidae) són una família de peixos marins inclosa en l'ordre Cetomimiformes, distribuïts pels oceans.

## Taxonomia
Els cetomímids inclouen els següents gèneres:
- Ataxolepis
- Cetichthys
- Cetomimoides
- Cetomimus
- Cetostoma
- Danacetichthys
- Ditropichthys
- Eutaeniophorus
- Gyrinomimus
- Megalomycter
- Mirapinna
- Notocetichthys
- Parataeniophorus
- Procetichthys
- Rhamphocetichthys
- Vitiaziella